# Lepidopterologia

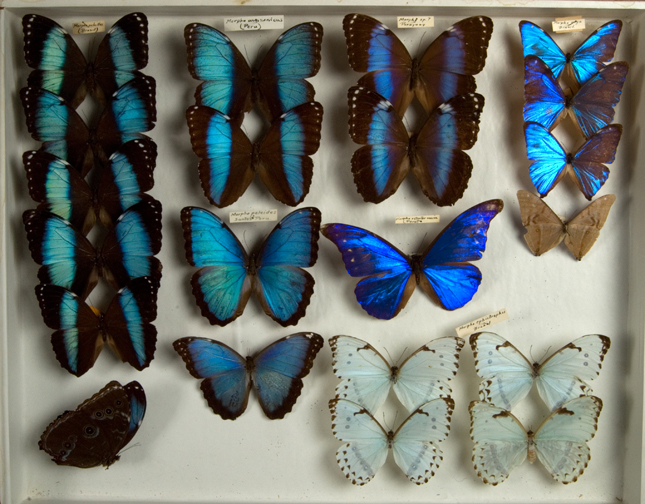
Caixa de papallones en un museu

La lepidopterologia és la branca de l'entomologia, o estudi dels insectes, que es dedica al lepidòpters, siguin les papallones i arnes.
Els primers estudis sistemàtics van ser publicats a la darreria del segle xviii, en el moviment de descripció científica llençat per Carl von Linné (Linnaeus). A Àustria i Alemanya van parèixer els primers inventaris il·lustrats de papallones. El 1775 Michael Denis (1729-1800 i Ignaz Schiffermüller (1727-1806) va publicar un primer catàleg de les papallones de Viena i afores. Eugen Esper (1742-1810) va publicar un primer inventari il·lustrat: Die Schmetterlinge in Abbildungen nach der Natur mit Beschreibungen. («Les papallones amb il·lustracions d'acord amb la natura i amb descripcions»). Toussaint de Charpentier (1779-1847) en va publicar una nova edició eixamplada el 1829-1830.

## Als Països Catalans
Al País Valencià, la lepidopterologia s'estudia a la Universitat Politècnica de València dins del grup entomologia al si de l'Institut Agroforestal Mediterrani. A la Catalunya del Nord es va crear el 1990 l'Association Roussillonnaise d'Entomologie (R.A.R.E.). Ha editat el 2023 el Catalogue iconographique des Lépidotères des Pyrénées-Orientales en tres volums amb mapes i més de cinc mil fotos.
A Catalunya la lepidopterologia ha tingut un desenvolupament força remarcable des de mitjan segle xix, amb els treballs de Marià de la Pau Graells, Miquel Cuní i Martorell, Baró de Feisthamel i Manuel Martorell i Peña, entre d'altres. A començament del segle xx van sorgir altres lepidopteròlegs notables, com Josep Maria Bofill, Antoni Codina, Odó Carles Rosset, Salvador Maluquer, Ignasi de Sagarra, Joaquim Vilarrúbia i Garet, Mariana d'Ibarra, Hilari Flores, Josep Vives… la major part dels quals van treballar en el si de la Institució Catalana d'Història Natural (ICHN). L'any 1939, a la fi de la Guerra Civil espanyola, la manca d'institucions i la precarietat dels mitjans va provocar la dispersió dels lepidopteròlegs. El 1976 un reduït grup de joves va fundar la Comissió de Lepidopterologia de la ICHN que el 1978 va esdevenir una entitat autònoma, la Societat Catalana de Lepidopterologia.